# Google Domains

Verfügbarkeit von Google Domains

Google Domains war ein von der ICANN akkreditierter US-amerikanischer Domainregistrierungsdienst, der von Google angeboten wurde. Der Dienst wurde am 13. Januar 2015 als Betatest offiziell gestartet. Am 15. März 2022 verließ Google Domains offiziell den Betastatus und war seitdem unter anderem auch in Deutschland verfügbar.
Am 15. Juni 2023 schloss Google eine endgültige Vereinbarung mit Squarespace, wonach das Unternehmen beabsichtigt, alle Domainregistrierungen und zugehörigen Kundenkonten von Google Domains zu erwerben.
Neben der Domain-Registrierung bot der Service ohne zusätzliche Kosten die Registrierung von privaten Domains, DNS-Hosting, DNSSEC, Dynamisches DNS, Domain-Weiterleitung und E-Mail-Weiterleitung an jeden Gmail- oder Drittanbieter-E-Mail-Dienst. Google Sites konnte als Website-Baukasten konfiguriert werden, aber Google Domains bietet auch eine One-Click-Konfiguration für Squarespace, Wix.com, Weebly und Shopify.

## Trivia
Am 29. September 2015 gelang es dem ehemaligen Google-Mitarbeiter Sanmay Ved die Domain Google.com über Google-Domains von Google zu kaufen, dabei erlangte er die vollständige Webmaster Kontrolle. Google bestätigte später den Kauf und belohnte Ved mit der Summe von 6006,13 US-Dollar. Dieser wiederum bat darum, die Belohnung an wohltätige Organisationen zu spenden. Infolgedessen verdoppelte Google die Summe. Der Grund für den ungewöhnlichen Betrag war, dass dieser den Google Schriftzug darstellen sollte.